# Турцизмы
Турцизмы — слова, выражения или грамматические конструкции, заимствованные из или построенные на манер турецкого языка. Наиболее широко представлены в различных балканских языках (например, греческом, болгарском, румынском), но также проникают и в более удалённые языки — например, в русский, часто в качестве экзотизмов в переводной литературе с турецкого или других балканских языков. Анализ турцизмов, вошедших в языки народов Балканского полуострова за время 5-векового османского правления показывает то, что многие заимствованные лексемы являются преимущественно косвенными, то есть в турецкий язык сами эти лексические единицы попали из арабского или персидского языков.

## Общая характеристика
Примечателен и тот факт, что в типологически разные балканские языки проникали, в основном, одни и те же турцизмы. Тем не менее с конца XIX века времени выхода этих стран из-под османского влияния их судьба складывалась по-разному. Так, слово sа(h)at («час, время») употребляется в разговорных албанском и македонском языках, но устарело в болгарском. Иногда даже литературные варианты одного языка демонстрируют разные подходы к одним и тем же турцизмам: в албанском языке косовской Приштины турцизмы часто приемлемы во всех стилях речи и даже активно включаются в напечатанные в этом городе албанские словари. В то же время в албаноязычной Тиране они имеют разговорный оттенок и часто в современные словари не включаются.

## Болгарский язык
В болгарский язык проникло очень много турецких слов и выражений. Более того, в языке употребляются и суффиксы турецкого происхождения (напр., -джия, -лък). Под влиянием турецкого глагола в болгарском оформилась категория пересказывательного наклонения (дубитатив, ренарратив). Сохраняется также и группа особых прилагательных турецкого происхождения, которые не изменяются по родам. Следы турецкого влияния обнаруживаются и в синтаксисе.

## Румынский язык
В силу удалённости от основного турецкоязычного массива, турцизмы в современном румынском языке имеют преимущественно остаточный лексический характер. Например: geam («окно»).

## Греческий язык
Турцизмы некогда широко проникали в новогреческий язык. Сторонники пуризма планомерно уменьшили турецкое влияние в литературной лексике после 1828 года: из 45 000 лексических единиц словаря современного литературного греческого языка турцизмы составляют лишь 1,5 %, но их число выше в диалектных словарях: в говоре острова Кастеллоризо их доля достигает 3 %, в кипрском говоре — 12,8 %, в говоре жителей острова Самофракии — 20 %.

## Примеры турцизмов
- Кисея
- Атаман